# توماس بارجر
توماس سي. بارجر (بالإنجليزية: Thomas C. Barger) هو جيولوجي ومستكشف ورجل أعمال أمريكي، ترأس شركة الزيت العربية الأمريكية (أرامكو) من 1959 حتى 1969.

## بداياته
ولد توماس بارجر في مدينة مينيابوليس، مينيسوتا في عام 1909 والدته هي ماري بارجر ووالده هو مايكل توماس بارجر. نشأ في لينتون، داكوتا الشمالية، درس لمدة سنتين في كلية سانت ماري في وينونا، مينيسوتا تخرج من جامعة داكوتا الشمالية من كلية الهندسة وحصل على شهادة في التعدين والفلزات عام 1931 وكان قد أوشك على الحصول على شهادة في الهندسة الكيميائية، اذ بقيت عليه 12 ساعة فقط.
بعد تخرجه، تنقل بارجر من وظيفة لاخرى، فقد عمل لمدة 3 سنوات كمساح وكعامل مناجم في كندا، وعمل لمدة سنة كمهندس وفاحص ومساعد مدير في منجم للفضة والراديوم في المناطق الشمالية الغربية، وعمل كاستاذ مساعد في التعدين في جامعة داكوتا الشمالية لمدة لا تزيد عن السنتان.
قبل بارجر عرضاً من شركة اناكوندا للتعدين عن النحاس لشغل منصب فيها، ولكنه ما ان وصل لمدينة بوتي، مونتانا ليباشر عمله هناك حتى تهاوت اسعار النحاس نتيجة لتداعيات الكساد العظيم واجبره ذلك على ايجاد عمل في مكان آخر.

## عمله في أرامكو
في اواخر الثلاثينات، كانت اثار الكساد الكبير مازالت تضغط على الاقتصاد الأمريكي وكانت فرصة الحصول على عمل ضعيفة، وهو ما اضطره ان يقبل بوظيفة عامل مناجم، إحدى الفرص التي اتيحت له في تلك الفترة كانت عرضا من إحدى جامعات الولايات لمنصب عميد كلية الهندسة والتعدين، ولكنه رفض العرض ما ان علم ان عليه ان يقضي 6 سنوات للحصول على درجة الدكتوراه. في عام 1937 جاءته رسالة من ج. أو. نوملاند (J. O. Nomland) كبير الجيولوجيين في شركة ستاندارد اويل اوف كاليفورنيا (SOCAL) تدعوه للحضور لمدينة سان فرانسيسكو، أخذ بارجر اجازة من المنجم الذي يعمل به وذهب إلى سان فرانسيسكو حيث اخبره نوملاند أن الشركة لديها امتياز للتنقيب في المملكة العربية السعودية وهم في حاجة إلى مساح يعمل مع فريق السيزموغرافي هناك.

ديسمبر 1937، في مخيم سلوى. من اليسار: توماس بارجر، والت هوغ، ماكس ستينكي وجيري هاريس

بعدها بخمسة أسابيع كان بارجر ينزل من أحد قوارب الشركة في مدينة الخبر قادما من البحرين ليلتقي بـ ماكس ستينكي ويبدأ مسيرته مع الشركة التي ستستمر لمدة 32 عاماً. في قائمة أبطال أرامكو يحتل ماكس ستينكي مكانة عالية، ولتلك المكانة مبرراتها، فالفضل يعود لحدسه واجتهاده في فك أسرار طبقات أرض شرق الجزيرة العربية، حيث ساعد ذلك في اكتشاف اول بئر زيت في شهر مارس من عام 1938 والذي أدى بأرامكو في النهاية إلى اكتشاف حقلي بقيق والغوار العظيمين. وكان لستينكي أيضاً مكانة عالية بين رجاله، فذلك الرجل العريض المنكبين ذو الفكين الكبيرين والشغف الكبير بالعمل، كانت لديه تلك القدرة النادرة لاستخراج جميع القدرات التي تكمن داخل رجاله.
خلال الثمانية واربعين ساعة الأولى في السعودية، كانت أولى مهام بارجر هو التعرف على جيولوجية المملكة كما كانت معروفة حينئذ، ثم ذهب في رحلة للمساعدة في مسح بعض المناطق على طول المنطقة المحاذية لقاعدة شبه الجزيرة القطرية، ثم قضى 4 شهور في استكشاف منطقة كبيرة تقدر مساحتها بـ 40 الف ميل مربع، وانخرط في رسم بعض الخرائط، ومع قدوم الصيف سافر مع زميله جيري هاريس إلى كشمير الباردة لإنهاء تقاريرهم الجيولوجية.
خلال السنتين التاليتين جاب بارجر معظم مناطق المملكة خاصة تلك التي لم تطأها أرجل الغربيين، كالدهناء ورمال الجافورة وسهول أبو بحر المقفرة والربع الخالي. كانت آخر رحلات بارجر الحقلية هي عندما اندفع نحو عمق الجزيرة العربية حتى وصل إلى ليلى والسليل عند قاعدة سلسلة جبال طويق، وهي المنطقة التي لم يراها أي أحد من منسوبي أرامكو من قبل، عدا غربي واحد كان قد اخترقها عام 1917 هو جون فيلبي.
كانت سنوات مليئة بالذكريات ومنها اكتسب بارجر صورته الاسطورية في تاريخ أرامكو، فهو ذلك الصياد النحيف الماهر الذي يستطيع ان يقتنص ببندقيته من عيار 0.22 ملم غزالا يجري بينما هو يجلس في المقعد الخلفي لسيارته المسرعة ورائه عبر السهول الصحراوية، أو يصطاد آخر بأنشوطة حبله وهو يطارده واقفاً على حافة سيارته المسرعة، وهو ذلك اللغوي الشاب الجريء الذي قام في أحد الأيام وبلغة عربية مكسرة بدعوة ملك المملكة العربية السعودية على القهوة. وهو الجيولوجي اليافع الواسع الحيلة الذي استطاع ضبط آلة السدس بشعر لحيته. وهو العالم الجاد الذي كان يدرس اللغة العربية وجيولوجيا البترول على ضوء المصباح في خيمته، وهو عالم النبات الذي كان يجمع ويسمي نباتات الصحراء، وهو ذلك الرجل المحبوب الذي يكسب صداقة كل من التقاه من العرب.

## في إدارة أرامكو

بارجر في حقل ذرة مع أحد المزارعين في الهفوف عام 1964، في واحد من مشاريع الإصلاح الزراعي التي أشرفت عليها ارامكو.

في ربيع 1940 غادر بارجر السعودية في إجازة لمدة سنة، وعندما رجع عين كمدير لقسم العلاقات الحكومية. خلال فترة الحرب العالمية الثانية وفي ظل الظروف الدولية العصيبة تم تقليص عدد الفريق في السعودية وتولى هو قيادة برنامج صغير للإنتاج. في ظل النظام الغذائي المتقشف نتيجة لظروف الحرب الكبرى، قضى بارجر معضم وقته في المساعدة في تربية الدجاج وزراعة الخضروات، وباقي الوقت كان يقضيه اما في متابعة تحركات تقدم الجنرال رومل نحو القاهرة بدبابيس ملونة على خارطة كبيرة أو المساعدة في وضع خطة للإخلاء نحو مدينة عدن.
بعد انتهاء الحرب العالمية الثانية انخرطت أرامكو في مواكبة تصاعد الطلب العالمي على البترول والوقود للنهوض بالاقتصادات المنكوبة في أوروبا واسيا، هذه الدورة التوسعية التي بدأت في عام 1943، حولت ارامكو من مجرد كيان صغير ناء لانتاج البترول إلى واحدة من أكبر منتجي النفط في العالم. لبعض رجال ارامكو القدامى، كان التحول من العمل الروتيني البسيط والشاق في تلك الاصقاع البعيدة إلى العمل في منظمة كبرى وحديثة تعتمد اعتماداً كلياً على التكنولوجيا، وهو ما آلت اليه ارامكو بعد ذلك، تجربة مقلقة تطلبت منهم تغيرات لم يستطيعوا عملها. ولكن لرجال مثل بارجر كان ذلك تحدياً قابلوه بكل بكل حماس وتطلع.
منذ ذلك الوقت المبكر من تاريخ الشركة، أدرك بارجر أن وجود ارامكو على ارض الجزيرة العربية قد يعتمد على جودة علاقتها مع السكان المحليين. ففي مبادرة شخصية وأصيلة عام 1948، قام بارجر بكتابة تقرير سري مكون من 183 صفحه ومن 20 ألف كلمة، كتبه بارجر اثناء استراحات عمله اليومية (نصف ساعة)، يحذر فيه إدارة الشركة من جسامة المسؤولية الاجتماعية الملقاة على عاتق الشركة تجاه المجتمع المحلي التي تعمل في وسطه، ذلك المجتمع الذي وجد نفسه فجأة في مواجهة مع الحداثة. كان التقرير عبارة عن استشراف للمشاكل التي واجهتها وستواجهها ارامكو في السنوات المقبلة ويمكن اعتباره بانه المسودة التي قامت عليها البرامج الواسعة والجوهرية التي ادخلتها ارامكو على الحياة في السعودية ودعمتها على مدى العشرين عاما التالية والتي شملت الجوانب الاجتماعية والتعليمية والاقتصادية.
انبهرت الإدارة العليا برؤية المهندس الشاب وطاقته فوجهوا له دعوة للاجتماع في منتجع الـ (Monomonock Inn) في سلسلة جبال بوكونو في شمال شرق بنسلفانيا لتحديد المشاكل ووضع الحلول، في اواخر الاربعينات كانت قضية تحسين اوضاع العاملين العرب في الشركة من المشاكل الضاغطة على إدارة ارامكو. لم يقم بارجر فقط بحضور الاجتماع ولكنه قام بتحمل جزء كبير من المهمة، كان عليه جمع الكثير من المعلومات الطبية عن الموظفين السعوديين لتوفير العلاج الطبي الحديث لهم، سيقوم بتوفير مسميات وظيفية مناسبة للموظفين السعودين من ذوي المراتب العليا بدلا من مسمى (أفندي)، وتنظيم دراسة اقتصادية عن الشرق الأوسط، أمر بأن تكون رؤوس خطابات ارامكو الرسمية ثنائية اللغة (الإنجليزية/العربية).

بارجر والأمير فيصل والأمير خالد وجيمس مكفيرسون نائب رئيس شركة كاليفورنيا العربية للزيت القياسي (CASOC) في حديقة الحيوان بسان فرانسيسكو 1943.

كانت شهية بارجر مفتوحة للمهمات الخاصة، فلم تكفيه المهمات المناطة به فشرع يقرأ بتركيز شديد في موضوع تحلية المياه ويفكر في إنتاج السكر من التمر. روى الدكتور جورج رينتز، أحد أشهر المستعربين الأمريكيين، إن بارجر كان قد أمره قبل قبل ذلك بسنتين حين كان يعمل تحت امرته، بإنشاء مكتبة متخصصة بالشؤون العربية والتي أصبحت فيما بعد أفضل مكتبة فيما يتعلق بالجزيرة العربية، ويذكر رينتز ايضاً ان بارجر قام بالضغط على ارامكو لشراء اوراق وكتب فيلبي. من المشاريع التي اهتم بها بارجر أيضا هي بناء مرافق طبية أفضل، مساندة الصناعات المحلية، برنامج تملك البيوت للموظفين السعوديين.
في عام 1946 عين بارجر ممثلاً للشركة، وفي 1947 أصبح المشرف على العلاقات ومسؤولاً عن قسم الابحاث والتحليل والتخطيط وفي نفس العام مساعد مدير العلاقات الحكومية التي أصبح مديرها عام 1949. وفي عام 1952 في قمة فترة التوسع أصبح بارجر المدير العام لشؤون الامتياز، في تلك السنة ارتفع الإنتاج اليومي من 11,809 برميل في اليوم في ادنى سنوات الحرب، إلى 824,757 برميل يوميا وفي تلك السنة اكتشف حقل السفانية أكبر حقل بترول مغمور في العالم، في تلك الفترة كانت انابيب التابلاين تنقل البترول السعودي إلى البحر المتوسط ووصل عدد القوى العاملة في الشركة إلى 25,000 موظفاً، وانتقلت إدارة ارامكو من الولايات المتحدة إلى السعودية.

## وصلات خارجية
- فيلم وثائقي: Era of Discovery 1984